# Tríptic
|  | Aquest article tracta sobre un objecte artístic. Vegeu-ne altres significats a «Tríptic (publicitat)». |

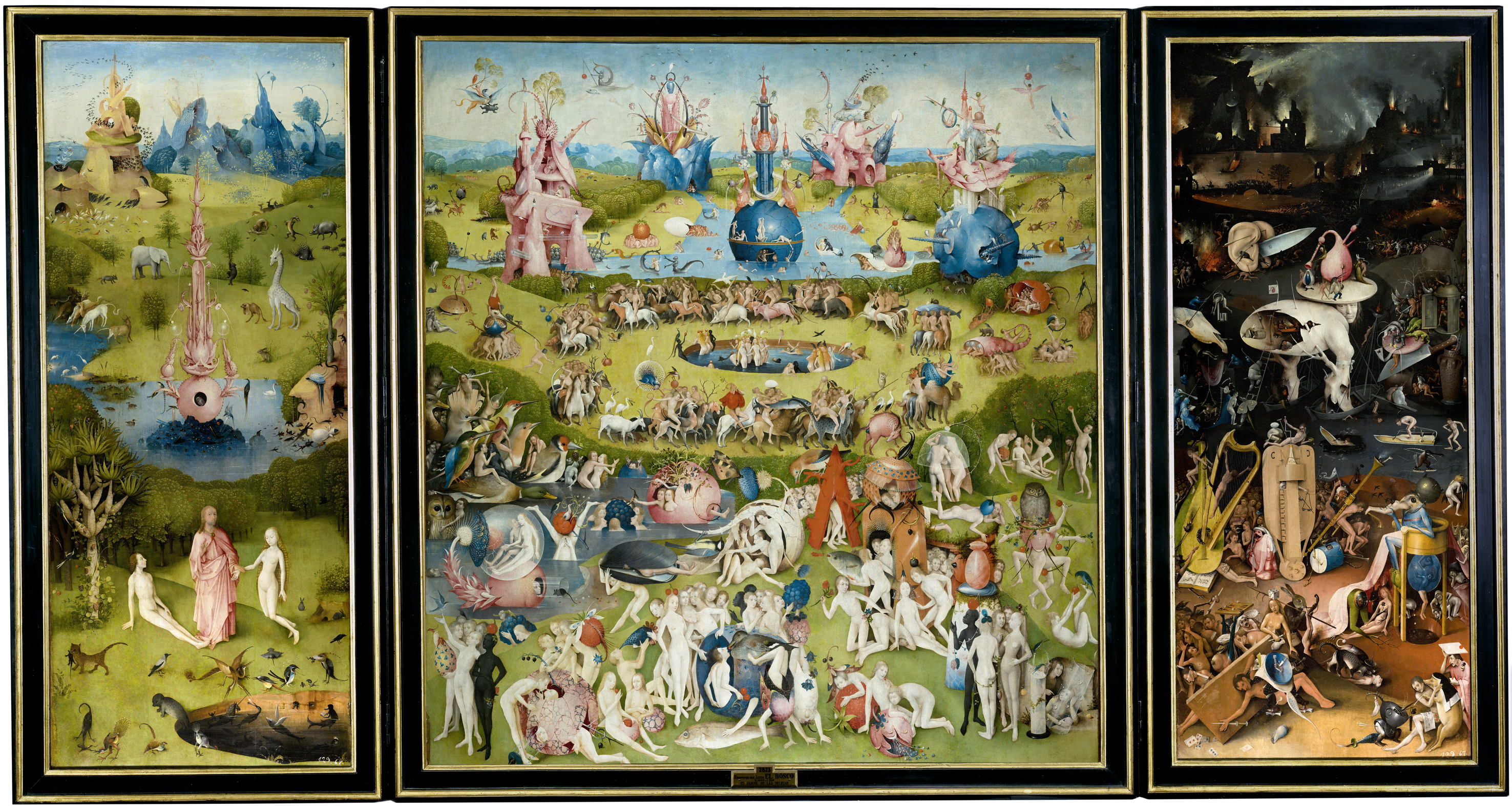
Tríptic El jardí de les delícies de Hieronymus Bosch (1500-1505). Museu del Prado

Un tríptic (del grec τρίπτυχο, tri- "tres" + ptychē "plegar") és un objecte artístic que consta de tres caselles articulades, de manera que les dues caselles laterals (també anomenades ales) es poden plegar sobre la casella central.
També s'anomena "tríptic" un fullet imprès doblegat en tres o bé algunes obres musicals o literàries que consten de tres parts diferenciades, com Il trittico, de Giacomo Puccini.

## Història

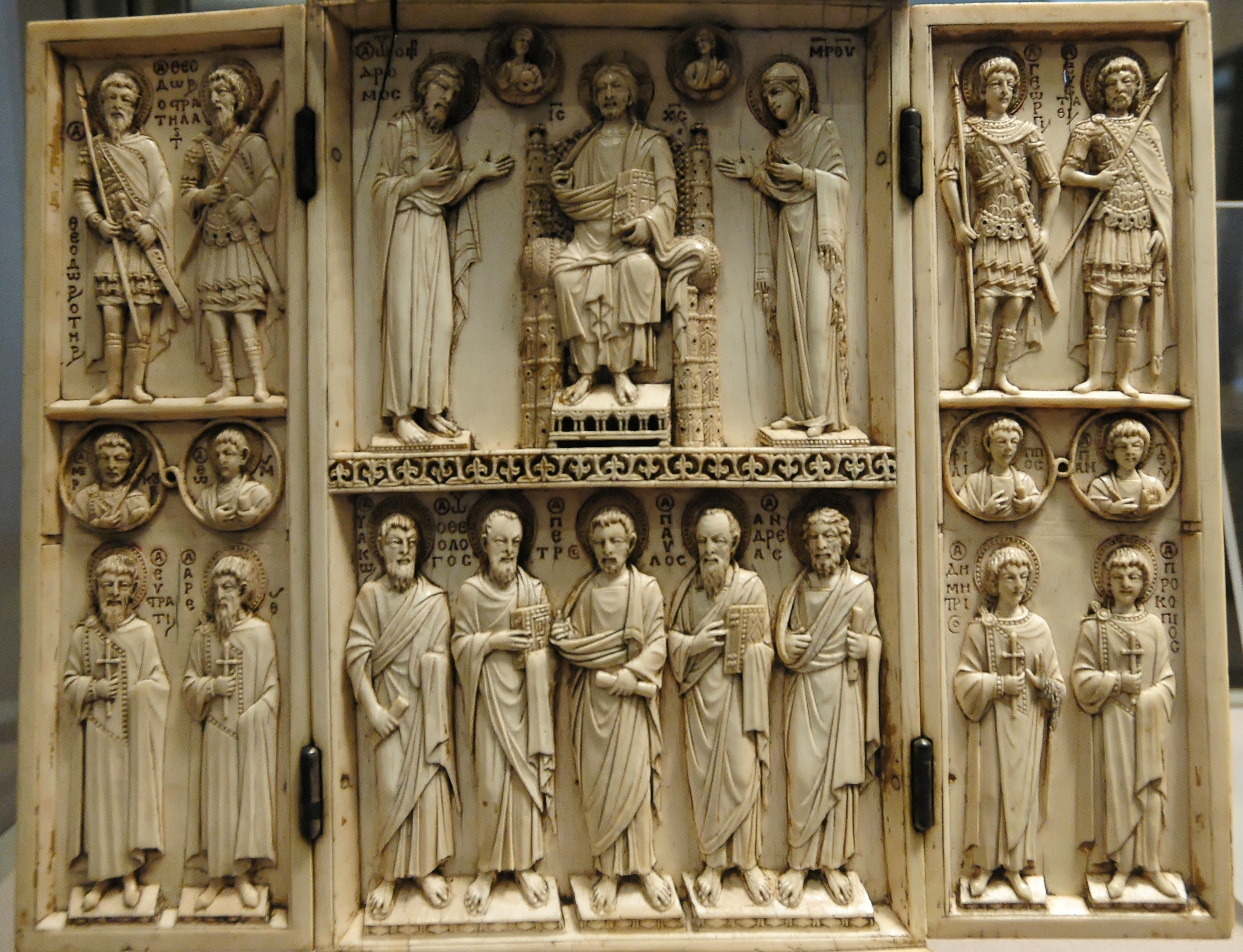
Tríptic Harbaville (Museu del Louvre). Obra bizantina en ivori del segle X

Al món romà s'utilitzaven tauletes d'escriptura en forma de tríptic, amb una peça central i dues de laterals que es tancaven sobre aquesta.
Durant l'Edat Mitjana el format tríptic es comença a utilitzar en l'àmbit religiós, inicialment en ivoris de petit format, utilitzats com a microretaules (Tríptic Harbaville, ivori bizantí del segle X) o en reliquiaris de la Veracreu com l'anomenat Tríptic Stavelot conservat a la Pierpont Morgan Library de Nova York.
En la transició del romànic al gòtic es troben grans triptics d'orfebreria i esmalts com el que va realitzar Nicolas de Verdun per al monestir de Klosterneuburg, prop de Viena.
Als segles del gòtic es difonen els tríptics pintats o esculpits, que esdevenen una de les tipologies més característiques entre els retaules del nord i el centre d'Europa, on aquesta tipologia es manté vigent fins al segle xvii. Són molts els tríptics pintats pels primitius flamencs. A Alemanya, Àustria i el Tirol també tenen molta difusió i es coneixen com a Flügelaltäre (retaules amb ales). Els tríptics pintats per Rubens al segle xvii serien un dels últims exemples de la supervivència d'aquesta tipologia.
El format tríptic ha estat recuperat pels artistes contemporanis, generalment desproveït de continguts i funcions religioses. En trobem en l'obra de representants de l'expressionisme alemany com Otto Dix o Max Beckmann. Francis Bacon també hi va recórrer sovint. Joan Miró és l'autor de tríptics tan emblemàtics com Blau I, II, III, Pintura sobre fons blanc per a la cel·la d'un solitari o L'esperança del condemnat a mort. A la Catedral Saint John the Divine, de Nova York, s'hi troba un tríptic de Keith Haring (1990) dedicat a la vida de Jesús. Com a rector de Sant Pere de Colònia el pare jesuïta Friedhelm Mennekes va encarregar diversos tríptics a artistes contemporanis entre els quals Eduardo Chillida i Antoni Tàpies. A la Catedral de Saint Paul de Londres s'hi troba una videoinstal·lació amb forma de tríptic obra de l'artista Bill Viola (Mary, 2016)

## Exemples
Jan van Eyck
- Tríptic de Dresden

Barthélemy d'Eyck
- Tríptic de l'Anunciació d'Ais

Robert Campin
- Tríptic de Mérode
- Tríptic de l'enterrament de Crist
- Tríptic Werl

Rogier van der Weyden

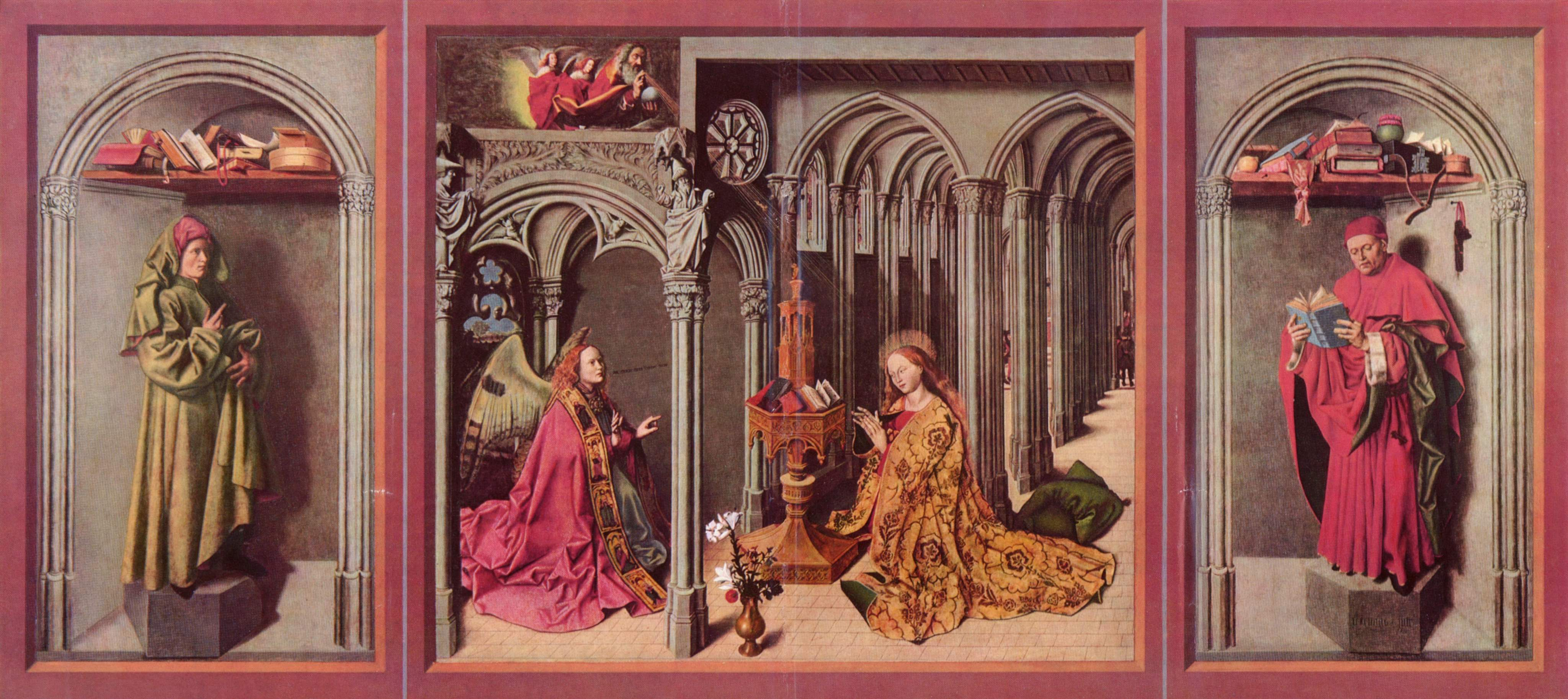
Barthélemy d'Eyck:Tríptic de l'Anunciació d'Ais

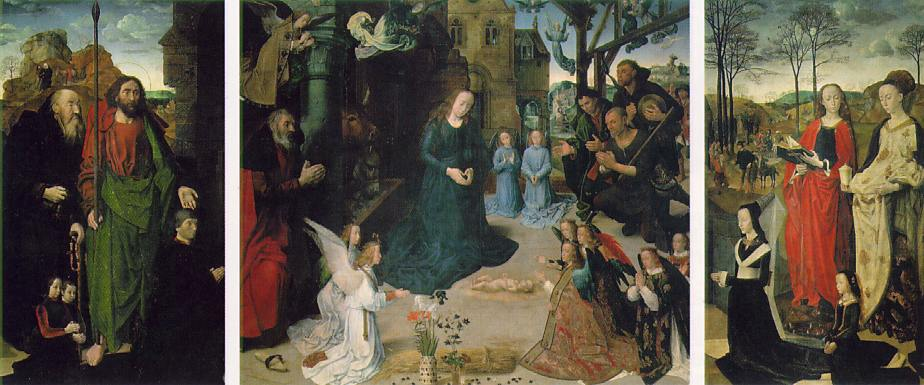
Hugo van del Goes: Retaule de Portinari

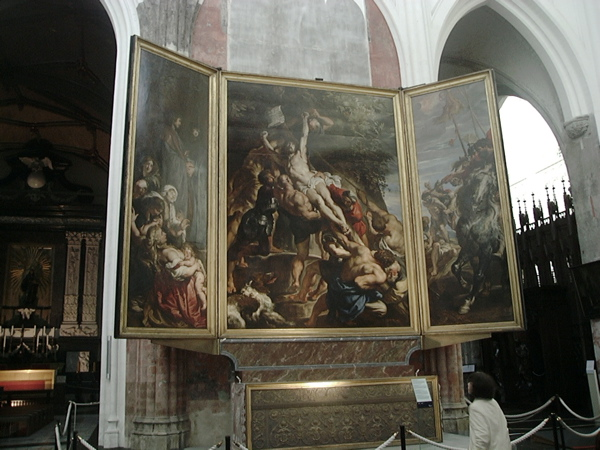
Rubensː Tríptic de la crucifixió

- Tríptic de l'Anunciació (Van der Weyden)
- Tríptic de la família Braque
- Retaule de Miraflores
- Retaule de Sant Joan
- Retaule dels Set Sagraments
- Retaule de Santa Columba

Hans Memling
- Tríptic d'Adriaan Reins
- Tríptic Donne
- Tríptic del matrimoni místic de Santa Caterina
- Tríptic de Moreel (Memling)
- Tríptic de Jan Floreins
- El Judici Final (Memling)

Hugo van der Goes
- Retaule de Portinari

Mestre de Frankfurt
- Tríptic del Baptisme de Crist

Hieronymus Bosch
- El jardí de les delícies
- El carro de fenc

Albrecht Dürer
- Retaule Paumgartner

Rubens
- El davallament de la Creu (Rubens)
- L'elevació de la creu